# Kejnice

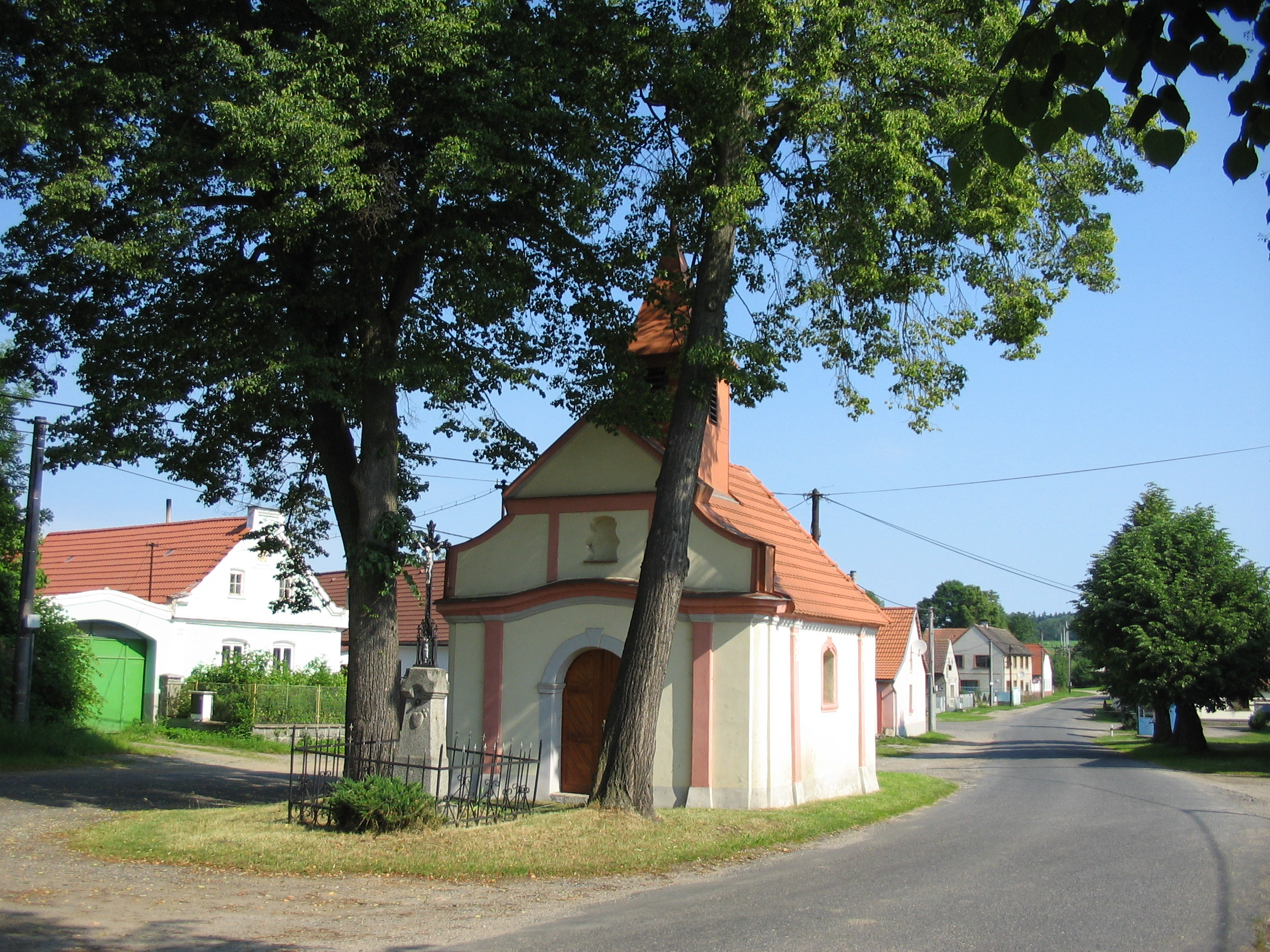
Kapelle St. Marien und Kreuz auf dem Dorfplatz von Kejnice

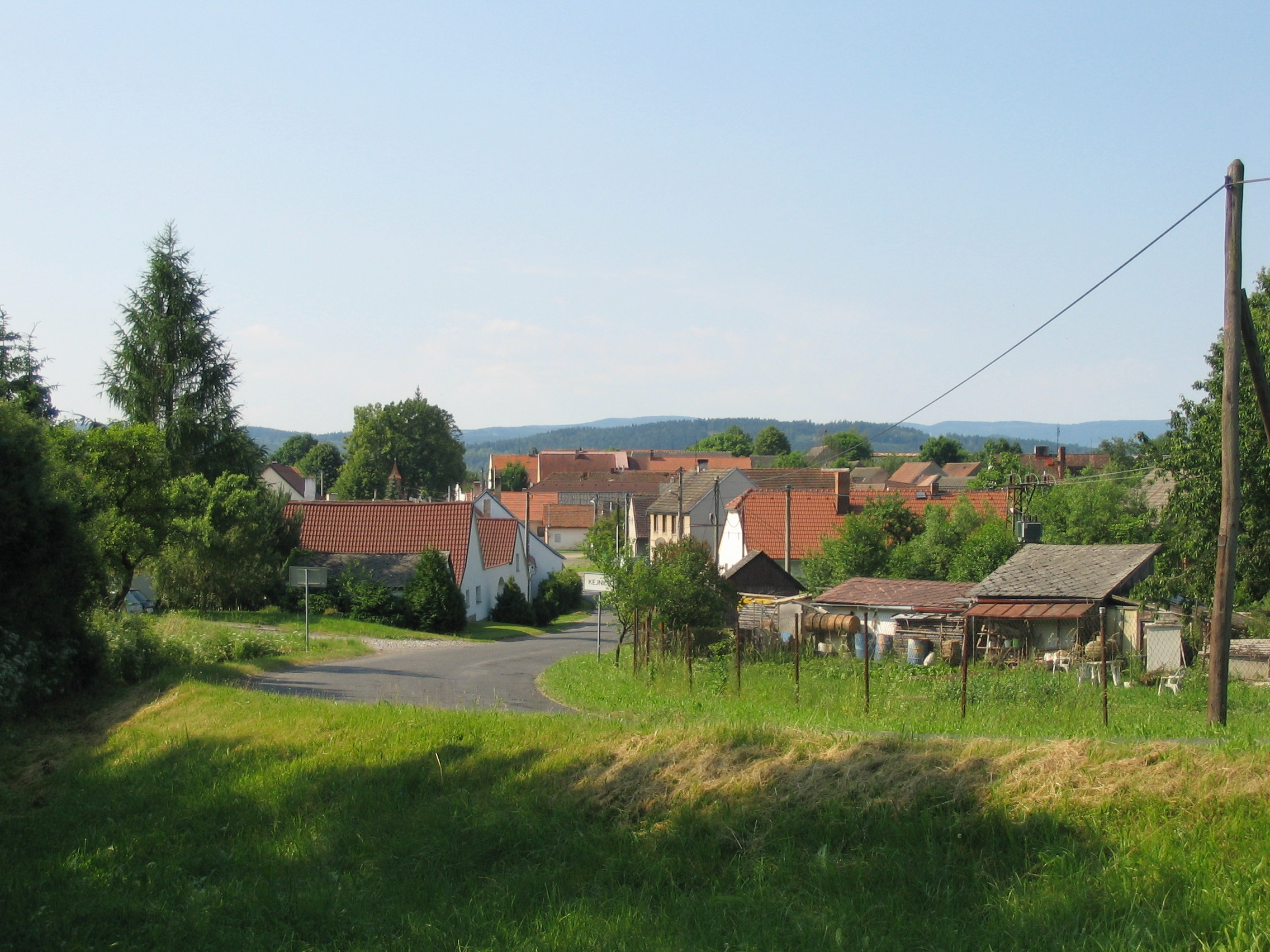
Blick von Norden auf Kejnice

Kejnice (deutsch Keinitz, früher Koynitz) ist eine Gemeinde in Tschechien. Sie liegt sechs Kilometer südlich von Horažďovice und gehört zum Okres Klatovy.

## Geographie
Kejnice befindet sich am rechten Ufer des Baches Kejnický potok in den Šumavské podhůří (Böhmerwaldvorland). Gegen Norden liegen der Velký kejnický rybník, Karlovecký rybník und Stránský sowie weitere kleinere Teiche. Nördlich erheben sich die Kovářovka (583 m) und der Karlovecký hřbet (592 m), im Nordosten der Dubičí (603 m), südöstlich der V Háji (557 m) und der Stráž (584 m) sowie im Nordwesten die Hraštice (573 m), der Kozník (637 m) und die Pucanka (607 m).
Nachbarorte sind Karlovce, Karlov und Boubín im Norden, Svaté Pole, Veřechov und Kozlov im Nordosten, Kalenice, Kladruby, Nové Dvory, Novosedly und Štěchovice im Osten, Přípilka, Volenice, Mrkosín, Tažovická Lhota, Tažovice und Ohrazenice im Südosten, Frymburk und Damětice im Süden, Bukovník, Žihobce, Bílenice, Domoraz und Lázna im Südwesten, Nezamyslice, Žichovice und Rabí im Westen sowie Bojanovice und Hejná im Nordwesten.

## Geschichte
Die erste schriftliche Erwähnung von Kanice erfolgte in einer Schenkungsurkunde des Herzogs Břetislav I. über 17 Dörfer des Prachiner Kreises vom 18. Oktober 1045 an das Benediktinerstift Breunau, bei der es sich jedoch um ein Breunauer Falsifikat aus dem 13. Jahrhundert handelt. Der Breunauer Abt Martin I. tauschte Kanice zusammen mit Krejnice um 1260 bei den Brüdern Zdeslav von Kasejovice und Zdenko von Strahl, deren Nachkommen sich das Prädikat von Kanice zulegten, gegen das bei Breunau gelegene Dorf Třebovice ein. Später gehörte das Dorf den stammesgleichen Herren von Fridburg auf der Friedenburg und danach den Varlych von Bubna. Nach der Zerstörung der Friedenburg im Jahre 1417 wurde Kejnice der Herrschaft Raby zugeschlagen. Später verpfändete Kaiser Sigismund die Herrschaft Raby an die Herren von Riesenberg, ab  1437 gehörte sie ihnen eigentümlich. Břetislav Swihowsky von Riesenberg verkaufte Kejnice 1546 an Zbyněk Berka von Dubá. Als Břetislav im Jahr darauf die gesamte Herrschaft Raby an Heinrich von Kurzbach veräußerte, gehörte Kejnice bereits wieder zu dieser. 1557 verkaufte von Kurzbach Teile der Herrschaft, darunter auch Kejnice, an Diviš Malowetz von Libiegitz. Wilhelm von Rosenberg, der 1574 den überschuldeten Besitz des Diviš Malowetz übernommen hat, verkaufte Frymburk und Kejnice an Jan Vojslav Branišovský von Branišov. Dieser errichtete in Frymburk einen neuen Herrensitz und veräußerte Kejnice zu dessen Finanzierung an Jan Kavka von Říčany auf Žichovice. Dessen Sohn musste die Herrschaft Žichovice 1603 an Heinrich von Kolowrat-Liebsteinsky verkaufen.
Im Laufe der Zeit wurde das Dorf auch als Chejnice, Koynitz bzw. Keynitz bezeichnet. Franz von Kolowrat-Krakowsky verkaufte die Herrschaft 1707 an Johann Philipp von Lamberg. Dieser erwarb im Jahr darauf noch die Herrschaft Raby und 1710 die Herrschaft Žihobce. Ihn beerbte Franz Anton Reichsfürst von Lamberg, der die vereinigten Güter im Jahre 1716 zu einem Fideikommiss erhob. Danach folgte 1760 dessen Sohn Johann Friedrich Reichsfürst von Lamberg, der 1797 ohne Nachkommen verstarb. Durch das Erlöschen der reichsfürstlichen Linie fielen deren Würde, Güter und Ämter 1804 an Johann Friedrichs Neffen Karl Eugen († 1831) aus der jüngeren Linie der Lamberger, der damit zum Reichsfürsten von Lamberg, Freiherrn von Ortenegg und Ottenstein auf Stöckern und Amerang erhoben wurde. Sein ältester Sohn Gustav Joachim Fürst von Lamberg trat das Erbe 1834 an.
Im Jahre 1838 bestand Koynitz, auch Kegnitz bzw. Kögnitz genannt, aus 34 Häusern mit 255 tschechischsprachigen Einwohnern. Davon gehörten 30 Häuser zur Fideikommissherrschaft Schichowitz sowie je zwei Häuser zur Herrschaft Strakonitz bzw. zum Gut Kalenitz. Im Schichowitzer Anteil gab es einen Meierhof und ein Wirtshaus, außerdem bestand in Koynitz eine Mühle. Pfarrort war Nezamislitz. Bis zur Mitte des 19. Jahrhunderts blieb Koynitz größtenteils der Fideikommissherrschaft Schichowitz samt den Gütern Raby, Budietitz, Žihobetz und Stradal untertänig.
Nach der Aufhebung der Patrimonialherrschaften bildete Kajnice / Koynitz ab 1850 eine Gemeinde im Prachiner Kreis und Gerichtsbezirk Horažďowitz. Ab 1868 gehörte die Gemeinde zum Bezirk Strakonitz. Seit 1886 wird Kejnice als tschechischer Ortsname verwendet. Im Jahre 1930 wurde die Gemeinde dem neu gebildeten Bezirk Horažďovice zugeordnet. Zu dieser Zeit lebten in den 47 Häusern von Kejnice 244 Personen. Im Zuge der Aufhebung des Okres Horažďovice kam Kejnice 1960 zum Okres Klatovy. 1961 wurde die Ansiedlung Železný Újezd  von Hejná nach Kejnice umgemeindet und in Karlovce umbenannt, im Jahr darauf erhielt sie den Status eines Ortsteils. 1970 bestand die Gemeinde aus 53 Häusern und hatte 197 Einwohner. Zu Beginn des Jahres 1980 wurde Kejnice nach Horažďovice eingemeindet. Zu dieser Zeit lebten in den 59 Häusern der Gemeinde 187 Personen, neun Häuser waren nicht bewohnt. Seit dem 24. November 1990 besteht die Gemeinde Kejnice wieder. 1997 bestand die Gemeinde aus 57 Häusern und hatte 134 Einwohner.

## Gemeindegliederung
Die Gemeinde Kejnice besteht aus den Ortsteilen Karlovce (Karlowetz) und Kejnice (Keinitz).

## Sehenswürdigkeiten
- Kapelle St. Marien und Kreuz auf dem Dorfplatz von Kejnice. Die barocke Kapelle wurde 1846 erstmals erwähnt, ist aber älter.
- Hügel Stráž, archäologische Fundstätte